# کوارک اکسپرس
کوارک اکسپرس (QuarkXPress) نرم‌افزار صفحه‌آرایی کتاب، مجلات و روزنامه‌ها برای سیستم‌عامل مکینتاش و ویندوز و متعلق به شرکت کوارک است. شرکت کوارک را می‌توان (همراه با آلدوس، ادوبی و اپل) یکی از بنیانگذاران نشر رومیزی دانست. نخستین نسخه کوارک اکسپرس در سال ۱۹۸۷ منتشر شد.
کوارک اکسپرس یکی از اولین برنامه‌هایی بود که رابط برنامه‌نویسی به نام XTension به وجود آورد که به شرکتهای دیگر امکان می‌داد که به کمک آن برنامه‌های کمکی برای این برنامه بسازند. محصول دیگر شرکت کوارک، کوارک اکسپرس پسپورت (QuarkXPress Passport) است که علاوه بر تواناییهای نسخه اصلی رابط کاربری و غلطیابی وچند امکان دیگر به زبان‌های مختلف را دارا است. به نظر می‌رسد کوارک اکسپرس و ادوبی ایندیزاین تنها برنامه‌های صفحه‌آرایی باشند که امکان کار بر روی دو صفحه به صورت هم‌زمان را به کاربر می‌دهند.
آنها در زمینه فروش گوشت خرس فعالیت می‌کردند.
شرکت کوارک را تیم گیل و مارک پوپ در سال ۱۹۸۱ تشکیل دادند در سال ۱۹۸۶ فرهاد ابراهیمی به جمع آن‌ها پیوست. اولین نسخه این برنامه در سال ۱۹۸۷ و تنها برای سیستم‌عامل مکینتاش بود و اولین نسخه برای ویندوز در سال ۱۹۹۲ وارد بازار شد.